# Termográfia (egészségügy)
A termográfia kiegészítő képalkotó eljárás az egészségügyben, amelyet különböző egészségkárosító folyamatokról infravörös hőkamera segítségével készítenek. A hőkamera lemeze által tárolt adatokból számítógéppel készíti az elemzést az orvos.

## Történet
A technikát a haditechnikában fejlesztették ki és alkalmazták
néhány évtizeddel ezelőtt (kb. a 60-as 70-es években). Hamarosan átvette a technikát az építészet épületdiagnosztika néven. Alkalmazzák állagmegóvások, felújítások stb. munkák előtt a feltáró- és méréstechnológia részeként. Az egészségügyben megelőző, feltáró eljárásként hazánkban kb. 6-7 éve vezették be.

## Elméleti alap
Az élő szervezet (testünk is) az élettelen anyagoknál lényegesen nagyobb mértékben bocsát ki magából elektromágneses hullámokat, melyeket hullámhosszuk alapján
infravörös sugárzásnak nevezünk. Ezen sugárzás jelentős része hőhullám, amelyet mérni lehet.
A emberi szervezet hőregulációs folyamatok során folyamatosan hőt termel, melynek nagy részét környezetének leadja. Testünk felszíne és belső szerveink, érhálózatunk, nyirokrendszerünk stb. különböző hőmérsékletűek. Mivel az ember bőre, végtagjai hűvösebbek, mint a test belseje, így a mélyből a felszínre jutó keringő vér magasabb hőmérséklete miatt a bőrfelszín egyes területei más-más hőmérsékletűek lehetnek az éppen zajló folyamatoktól függően. A leadott hőenergiát a test pótolni szeretné, s ez különböző biokémiai folyamatokat indít be a szervezetben. A vázolt folyamatok összességét tekintve a testről egyéni, pillanatnyi egészségi állapotra jellemző hőtérkép készíthető.

## A vizsgálat jellemzői
Fájdalmatlan, a kiterjedtségtől függően fél-egy órát vesz igénybe. Orvosi analízis szükséges. Más (pl. CT, MR, röntgen, labor stb.) vizsgálatokat nem helyettesít, hanem kiegészít. Jelenleg az OEP (Országos Egészségügyi Pénztár) nem támogatja hazánkban, mint diagnosztikai képalkotási módszert, holott tömeges szűrővizsgálatokra viszonylag olcsó eljárás.

## Termográfia az iparban[2]
Az ipari termográfia is a testek infravörös tartományban mérhető hősugárzásán  alapul, ami alapján a testek hőmérséklete, illetve a hőmérséklet térbeli vagy időbeli eloszlása meghatározható. Alkalmazható például szigetelések vizsgálatára (leginkább épületeknél elterjedt) vagy akár műszaki diagnosztikai célra - például egy gép rendellenes melegedésének felismerésére, amely utalhat a csapágyak elhasználódott állapotára.
Az ipari termográfiában végezhetünk állóképes vizsgálatot (ez a klasszikus termográfia) vagy rögzíthetünk és elemezhetünk mozgóképet (ez a termovízió). Ez utóbbival nem csak stacionárius, hanem időben változó folyamatok hőmérsékleti jellemzőit is nagy pontossággal lehet vizsgálni.
A termográfiai (vagy termovíziós) vizsgálat értékelésénél figyelembe kell venni a vizsgált test emissziós tényezőjét (az abszolút fekete test emissziós tényezője 1), valamint a környezeti reflexiókat - emiatt az infravörös tartományban tükrös felületek (pl. polírozott alumínium felület) csak a felület mattítása után vizsgálhatók.